# سخط (رواية)
سخط (بالإنجليزية: A Disaffection)‏ هي رواية للكاتب الإسكتلندي جيمس كيلمان، نشرت عام 1989، عن دار نشر سيكر آند واربرغ.